# باول بدر
باول بدر (بالألمانية: Paul Bader)‏ هو عسكري ألماني، ولد في 20 يوليو 1883 في لار في ألمانيا، وتوفي في 28 فبراير 1971 في إمندينغن في ألمانيا.